# The Sims 2: Fritid
The Sims 2: Fritid (engelska: The Sims 2 FreeTime) är det sjunde expansionspaketet till The Sims 2. I Sverige släpptes spelet den 28 februari, 2008. 
I spelet kan man ha olika hobbies, som till exempel sport eller spelande. Simmarna kan bland annat spela fotboll, basket, nya tv/dator/sällskaps-spel, sy, dreja, roa sig med tågbanor, dansa balett, fågelskåda, träna med nya redskap, mecka med skrotbilar med mera. Ju mer intresserade de blir av en viss hobby, desto mer måste simmarna syssla med den för att hålla intresset vid liv. Vid olika intresse-nivåer kan simmarna till exempel belönas med ett kort till en hobbyklubb, läsa om en hobby i tidningen.
Simmarna kan bygga nya färdigheter och skapa samt uppfylla livsdrömmar. Simmen får kunskap medan den roar sig med sin hobby. Den kan även tävla i olika kategorier och vinna priser för bland annat matlagning. 

## Nyheter

### Karriärer
Det kommer att komma ytterligare 5 nya karriärer i The Sims 2: Fritid, vilket gör det totala antalet karriärer om man har alla expansioner till 25 st: 10 från The Sims 2, 4 från Studentliv, 6 från Året Runt samt de 5 nya från Fritid.
De nämnda karriärerna är: Havsforskare, Underhållare, Arkitekt, Dansare och Underrättelsetjänst.

## Systemkrav
1,3 GHz processor (2,0 för Windows Vista), 512 MB RAM (1 GB för Windows Vista),
Operativsystem: Windows Vista, Windows XP, Windows ME, Windows 98 eller Windows 2000, DVD 8x eller snabbare,
Minst 1,5 GB extra hårddiskutrymme (5,0 GB ledigt hårddiskutrymme krävs för att ha både The Sims 2 och The Sims 2: Fritid installerade samtidigt), Ett T&L-kompatibelt grafikkort med minst 32 MB grafikminne

### Grafikkort
ATI Radeon(TM) series 8500 eller bättre (9600 eller bättre krävs för Windows Vista):
8500, All-In-Wonder 8500, 9000, 9200, 9500, 9600, 9700, 9800,
X300, X600, X700, X800, X850, X1300, X1600, X1800, X1900, X1950
NVIDIA(R) Quadro(TM) series:
Quadro, Quadro2, Quadro4
NVIDIA(R) Geforce series Geforce2 GTS eller bättre (Geforce 6200 eller bättre krävs för Windows Vista):
Geforce 2, 2 GTS, Geforce 3, 3 Ti,
Geforce 4, 4Ti, 4200, 4600, 4800, MX 420, 440, 460, Geforce FX 5200, 5500, 5600, 5700, 5800, 5900, 5950,
Geforce PCX 5300, 5900, Geforce 6200, 6600, 6800,
Geforce 7300, 7600, 7800, 7900, 7950, S3 GammaChrome,
S18 Pro, S18 Ultra
Intel(R) Extreme Graphics (se not nedan):
82865, 82915 eller bättre
Not: Om man har ett icke T&L-kompatibelt grafikkort, som Intel Extreme Graphics, måste man ha minst en 2,4 GHz processor.